# Sonja Knöpfli
Sonja Knöpfli (* 11. Juli 1977) ist eine Schweizer Langstreckenläuferin, die sich auf Ultramarathons spezialisiert hat.

## Werdegang
Zunächst Bahnläuferin, wurde sie 1999 Schweizer Meisterin im 5000-Meter-Lauf und 2000 im Halbmarathon. Nachdem sie 2002 beim Winterthur-Marathon gesiegt hatte, wandte sie sich noch längeren Distanzen zu und wurde beim K78 des Swiss Alpine Marathons 2002 und 2004 Dritte. 
2005, 2006 und 2008 siegte sie bei den 100 km von Biel. Ihre Zeit von 2006 (7:51:35 h) ist die erste einer Läuferin über diese Distanz, die vom Schweizerischen Leichtathletik-Verband als Rekord offiziell anerkannt wurde. 2007 gewann sie beim Rennsteiglauf auf der Supermarathon-Strecke.
Die Athletin lebt in Winterthur, arbeitet als Kindergärtnerin in Kloten und startet für die LV Winterthur.